# Dragosava
Dragosava es un pueblo ubicado en el municipio de Berane, en Montenegro.

## Demografía
Hasta 2011 la población era de 120 habitantes, conformada por 39 hogares y 77 viviendas.
| 284                                                              | 324 | 295 | 197 | 250 | 240 | 171 | 120 |
| (Fuente: Population statistics of Eastern Europe & former USSR.) |     |     |     |     |     |     |     |

| Etnicidad                                           | Número | Porcentaje |
| --------------------------------------------------- | ------ | ---------- |
| Serbios                                             | 103    | 60,23 %    |
| Montenegrinos                                       | 40     | 23,39 %    |
| Yugoslavos                                          | 1      | 0,58 %     |
| Otros                                               | 27     | 15,79 %    |
| Fuente: Republic of Montenegro. Statistical Office. |        |            |